# Mistrzostwa Europy w gimnastyce akrobatycznej
Mistrzostwa Europy w gimnastyce akrobatycznej – zawody gimnastyczne w gimnastyce akrobatycznej rozgrywane przez Europejską Federację Gimnastyczną (UEG). Pierwsze mistrzostwa odbyły się w 1978 roku w Rydze. Obecnie organizowane są co dwa lata. W latach 1980–1996 do dwa lata rozgrywane były razem z mistrzostwami świata z wyłączeniem państw nienależących do UEG.

## Edycje
| Lp  | Rok  | Miejsce          | Państwo         |
| --- | ---- | ---------------- | --------------- |
| 1.  | 1978 | Ryga             | ZSRR            |
| 2.  | 1979 | Segedyn          | Węgry           |
| 3.  | 1980 | Poznań           | Polska          |
| 4.  | 1982 | Londyn           | Wielka Brytania |
| 5.  | 1984 | Sofia            | Bułgaria        |
| 6.  | 1985 | Augsburg         | RFN             |
| 7.  | 1986 | Rennes           | Francja         |
| 8.  | 1987 | Wrocław          | Polska          |
| 9.  | 1988 | Antwerpia        | Belgia          |
| 10. | 1989 | Ryga             | ZSRR            |
| 11. | 1990 | Augsburg         | RFN             |
| 12. | 1991 | Lizbona          | Portugalia      |
| 13. | 1992 | Rennes           | Francja         |
| 14. | 1993 | Antwerpia        | Belgia          |
| 15. | 1994 | Zielona Góra     | Polska          |
| 16. | 1995 | Wrocław          | Polska          |
| 17. | 1996 | Riesa            | Niemcy          |
| 18. | 1997 | Baunatal         | Niemcy          |
| 19. | 1999 | Zielona Góra     | Polska          |
| 20. | 2001 | Faro             | Portugalia      |
| 21. | 2003 | Zielona Góra     | Polska          |
| 22. | 2005 | Saloniki         | Grecja          |
| 23. | 2007 | ’s-Hertogenbosch | Holandia        |
| 24. | 2009 | Vila do Conde    | Portugalia      |
| 25. | 2011 | Warna            | Bułgaria        |
| 26. | 2013 | Odivelas         | Portugalia      |
| 27. | 2015 | Riesa            | Niemcy          |
| 28. | 2017 | Rzeszów          | Polska          |
| 29. | 2019 | Holon            | Izrael          |